# Parus
Parus är ett släkte fåglar inom familjen mesar som traditionellt omfattat ett stort antal arter, i princip hela familjen mesar med ett 50-tal arter. Efter genetiska och morfologiska studier är släktet begränsat till talgoxen och dess närmaste släktingar, endast två till fyra arter beroende på hur artgränser tolkas.

## Systematik
Tidigare har släktet omfattat ett mycket stort antal arter men data från jämförande studier av mtDNA-sekvenser från cytochrome b och morfologi föreslog att en uppdelning i släktena Parus, blåmesar (Cyanistes), tofsmesar (Lophophanes), svartmesar (Periparus), titor (Poecile) och de amerikanska gråmesarna (Baeolophus) bättre skulle beskriva dessa fåglars släktskap. Många tyngre auktoriteter som American Ornithologists' Union (AOU), IOC, Clements et al., och även Sveriges ornitologiska förening (SOF) följer numera denna systematik. 
Vidare gjordes den uppseendeväckande upptäckten att den asiatiska fågeln markhackare (Pseudopodoces humilis), tidigare behandlad som en liten kråkfågel, egentligen en mes, faktiskt nära släkt med talgoxen i Parus.
Vidare studier har lett till att de östasiatiska mesarna i Periparus lyfts ut till Pardaliparus och samurajmesen med släktingar i Poecile lyfts ut till Sittiparus. För att visa på markhackarens särart genom att behålla den i ett eget släkte har också Parus delats upp ytterligare, de afrikanska mesarna i Melaniparus och de asiatiska gyllenmesarna med släktingar i Machlolophus. 

## Arter i släktet
Enligt AviList:
- Orienttalgoxe (Parus monticolus)
- Talgoxe (Parus major)
- Grå talgoxe (Parus cinereus) – behandlas ibland som underart till talgoxen